# دیوید الیوت
دیوید الیوت (انگلیسی: David Elliot؛ زادهٔ ۲۷ ژوئیهٔ ۱۹۸۱) بازیگر اهل بریتانیا است.
از فیلم‌ها یا مجموعه‌های تلویزیونی که وی در آن‌ها نقش داشته‌است، می‌توان به کجکی، غریبه و انتهای دالانی تاریک اشاره نمود.